# Reino de Georgia
El Reino de Georgia (en georgiano: საქართველოს სამეფო Sakartvelos Samepo), también conocido como Imperio georgiano, fue una monarquía medieval independiente fundada en 1008 por Bagrat III. Floreció durante los siglos XI y XII, la llamada Edad de Oro de la historia de Georgia. Sucumbió a las invasiones mongolas del siglo XIII, pero logró reafirmar su soberanía en la década de 1340. Las renovadas incursiones turco-mongolas de 1386 llevaron al colapso final del reino, que acabó en la anarquía de 1466, con el reconocimiento mutuo de tres nuevos reinos constituyentes como estados independientes entre 1490 y 1493: Kajetia, Kartli e Imericia. Hasta 1762 no emergerá de nuevo un Estado georgiano unificado, cuando los reinos de Kartli y Kajetia se fusionaron para formar el reino de Kartli-Kajetia. En 1810 el reino fue anexado por el Imperio ruso y permaneció bajo el gobierno ruso hasta 1918, cuando se declaró la independencia de la República Democrática de Georgia, que perduraría hasta 1921, siendo absorbido por la RSFS de Rusia y convertido en la RSS de Georgia.
El reino ocupó a lo largo de su historia territorios hoy pertenecientes a Georgia, Ucrania, Rusia, Armenia, Azerbaiyán, Irán, y Turquía.

## Orígenes
El ascenso de la dinastía Bagrationi se puede remontar al siglo VIII, en el principado de Iberia, cuando llegaron a gobernar Tao-Klarjeti. La restauración de la monarquía georgiana comienza en el año 888, cuando Adarnase IV de Iberia tomó el título de "rey de los georgianos". El reino unificado de Georgia fue establecido en 1008. En ese año Bagrat III, hijo de Gurgen II se convirtió en el gobernante del reino de Georgia occidental (reino de Abkhazeti), que incluía los principados de Imericia, Samegrelo, Abkhazeti (Abjasia), Guria y Svaneti. La madre de Bagrat era la reina Gurandukht, una hija de Jorge II de Abjasia.

## Edad de Oro

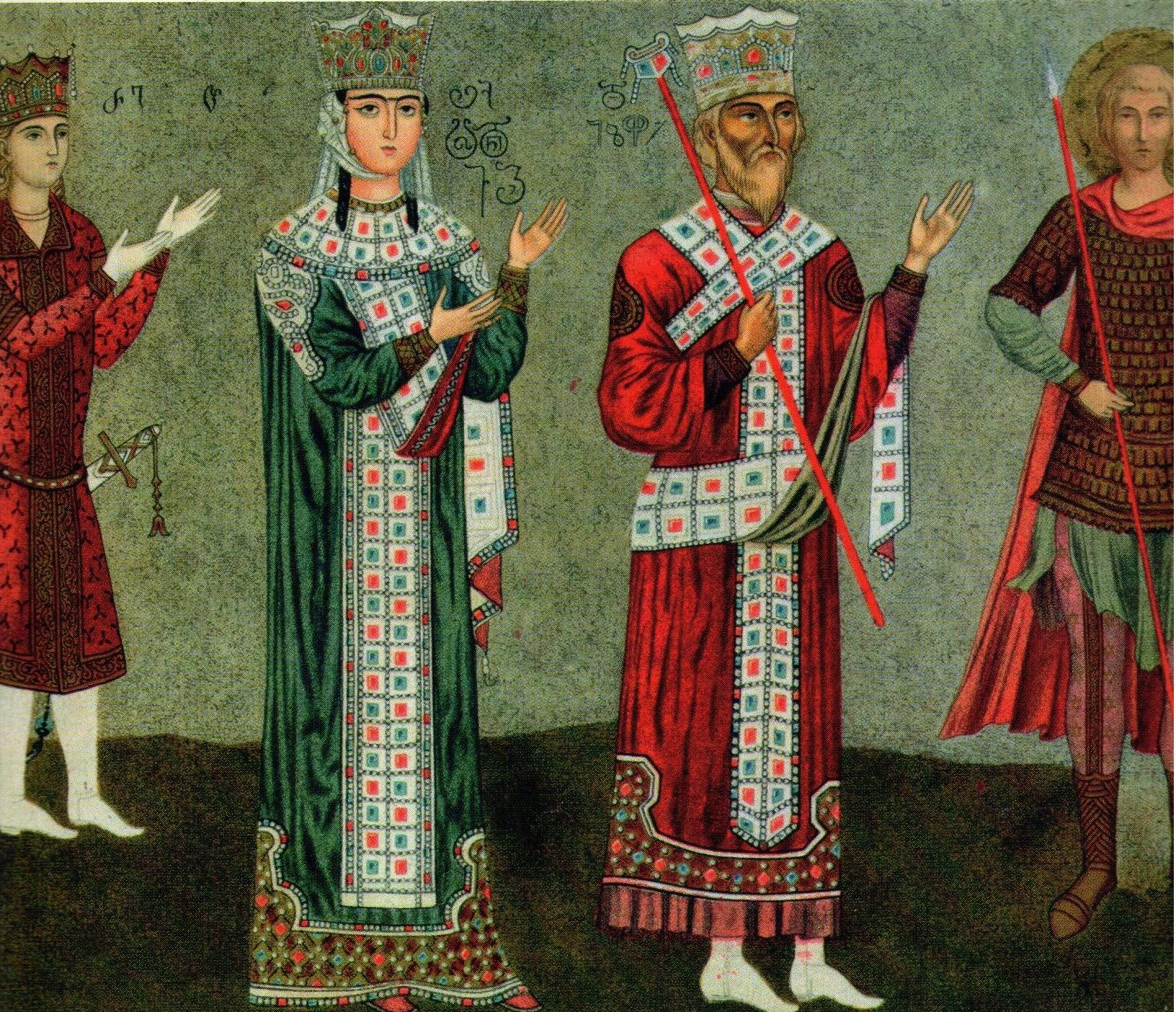
La reina Tamar y su padre, el rey Jorge III (fresco restaurado del monasterio de Betania).

La monarquía unificada mantuvo su precaria independencia de los imperios bizantino y selyúcida a lo largo del siglo XI, y floreció bajo el reinado de David IV el Constructor (1089-1125), que repelió los ataques selyúcidas y completó en lo esencial la unificación de Georgia con la reconquista de Tiflís en 1122.
Con el declinar del poder bizantino y la disolución del Gran Imperio Selyúcida, Georgia se convirtió en una de las naciones preeminentes del Oriente cristiano, extendiéndose su imperio pan-caucásico en el momento de mayor esplendor, desde el Cáucaso septentrional hasta el norte de Irán, y hacia el oeste en el Asia Menor. A pesar de los repetidos incidentes por conflictos dinásticos, el reino continuó prosperando durante los reinados de Demetrio I (1125-1156), Jorge III (1156-1184), y sobre todo, de su hija Tamar (1184-1213). Con la muerte de Jorge III la principal línea masculina se extinguió y la dinastía fue continuada por el matrimonio de la reina Tamar con el príncipe alano David Soslan, de reputada ascendencia bagrátida.

## Dominio mongol

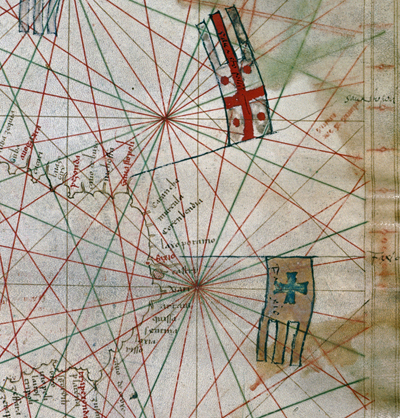
Detalle de la carta náutica de Pietro Vesconte, representando la costa georgiana del mar Negro, 1321

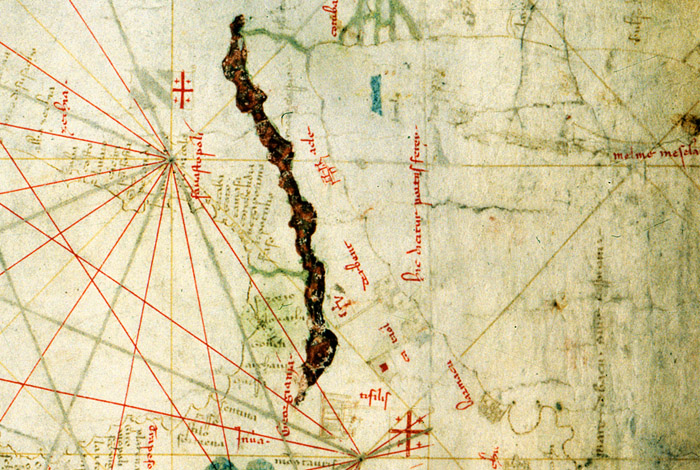
Detalle de la carta náutica de Angelino Dulcert, que representa a la costa georgiana del mar Negro y Tiflis, 1339

Las invasiones de los jorezmitas en 1225 y de los mongoles en 1236 terminaron con la edad de oro de Georgia. La lucha en contra del gobierno mongol creó una diarquía, con una ambiciosa rama lateral de la dinastía Bagrationi dominando Imericia, en Georgia occidental. Muchas poderosas familias armenias y georgianas se independizaron del rey georgiano debido a su apoyo a los mongoles. Los georgianos asistieron a todas las grandes campañas del Ilkanato y los hijos de los aristócratas sirvieron en la kheshig (guardia imperial).
En el año 1327 se produjo en la Persia mongol el evento más espectacular del reinado del Ilkán Abu Sa'id, la caída en desgracia y ejecución de Chupan, protegido del rey georgiano Jorge V. Mahmud, el hijo de Chupan que mandaba la guarnición mongola en Georgia, fue detenido por sus propias tropas y ejecutado. Posteriormente, Iqbalshah, hijo de Qutlughshah, fue designado para ser el gobernador mongol de Georgia (Gurjistan). En 1330-1331, Jorge V el Brillante anexionó la región de Imericia uniendo toda Georgia en el proceso. Por lo tanto, cuatro años antes de la última desaparición de Ilkhán Abu Sa'id, los dos reinos de Georgia quedaron unidos de nuevo. En 1334, este cargo fue dado a Shaykh Hasan de los yalaíridas por Abu Sa'id.

## Desintegración final

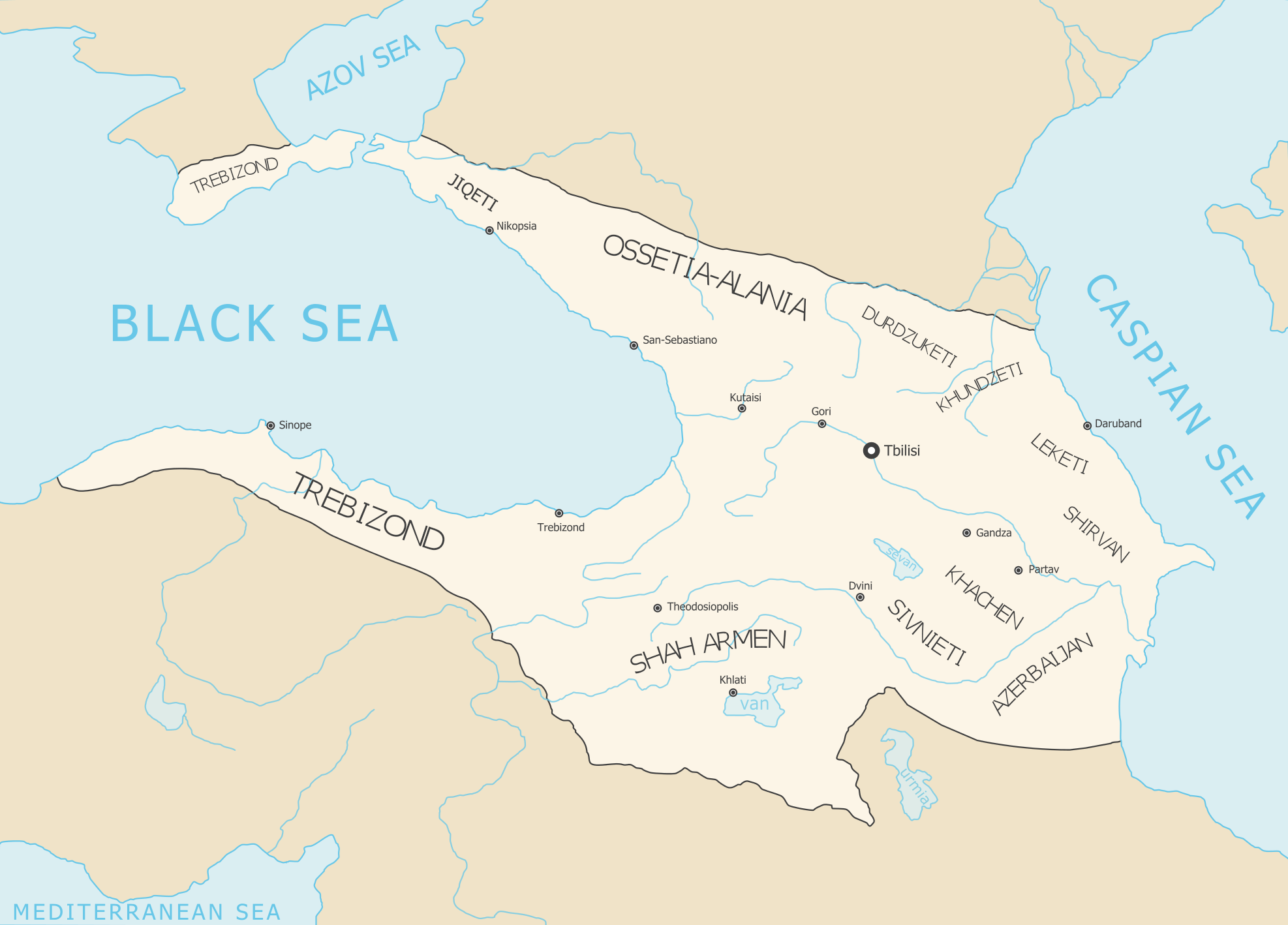
El reino de Georgia bajo el dominio de la reina Tamar

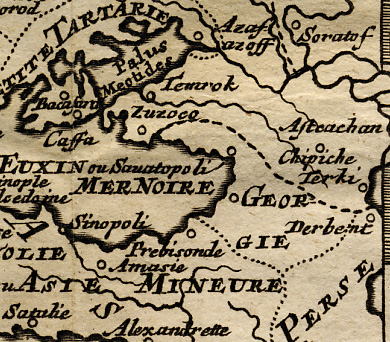
Detalle del mapa de Nicolas de Fer, ca. 1705

Hubo un período de reencuentro y avivamiento bajo Jorge V el Brillante (1299-1302, 1314-1346), pero los ocho ataques del conquistador turcomongol Tamerlán entre 1386 y 1403 asestaron un duro golpe al reino de Georgia. Su unidad finalmente se hizo añicos al final del siglo siguiente, un momento crucial en muchos aspectos: los otomanos tomaban Constantinopla, los safávidas alcanzaban el poder en Irán y las rutas comerciales entre Europa y Asia dejaron de pasar por Georgia. Por todo ello el país se debilitó de tal manera que los distintos nobles impusieron sus tesis y el estado de la dinastía Bagrationi se fraccionó entre 1490 y 1493. Emergieron tres reinos independientes, cada uno dirigido por ramas rivales de la dinastía Bagrationi —el reino de Kajetia (en el este), el reino de Kartli (en el centro), el reino de Imericia (en el oeste, con Kutaisi como capital)—, y cinco principados semiindependientes dominados por sus propios clanes feudales: Odishi (Mingrelia), Guria, principado de Abjasia, Svaneti y Samtsje (fronterizo con Armenia).
La rivalidad entre otomanos y persas por ampliar sus imperios se dejó sentir con fuerza en Georgia, sometida a continuas invasiones de ambas potencias a lo largo del siglo XVI. La paz de Amasya, suscrita en 1555 en la hoy ciudad turca de Amasya entre los imperios safávida y otomano, dividió el país en dos esferas de influencia, que aún hoy se dejan sentir: el este, con influencia iraní (incluye Tiflis) y el oeste, con influencia turca (las actuales provincias costeras y a veces Kutaisi). Pese a ello el reino de Kartli mantuvo una monarquía casi secreta que luchó contra los poderes extranjeros. Dos importantes reyes encabezaron esta lucha: Luarsab I (1527-1556) y su hijo Simón I (1556-1600). Ni las muchas bajas en batalla, ni las traiciones de sectores de la nobleza, ni sus poderosos rivales, pudieron doblegar a este estado codiciado por persas y otomanos. El país fue devastado, pero mantuvo su libertad. La estrategia de los reyes de Kajetia fue el acercamiento al Imperio ruso.